# تلفزيون العقارية
تلفزيون العقارية قناة متخصصة في أخبار العقار المحلية والعالمية، مقرها في مدينة دبي للإعلام.

## تاريخ
في 21 يونيو 2004 تاريخ 21/6/2004 تم الإعلان عن إنشاء أول قناة عقارية، كان ذلك خلال مؤتمر صحفي لملاك القناة في برج العرب - دبي .

## وصلات خارجية
- موقع القناة.